# So Young
"So Young" is een lied van de Ierse folk rock band The Corrs, geschreven door Sharon Corr en is afkomstig van het album Talk on Corners. Het is een lied over hun ouders, Jean en Gerry Corr, die geloven dat ze "eeuwig jong" zijn. De single bereikte nummer 29 in de Ierse hitlijsten en nummer 6 in de hitlijsten van het Verenigd Koninkrijk. De band moest aanvankelijk een confrontatie met hun platenmaatschappij aangaan om het nummer op hun album te mogen zetten (vanwege de populariteit).

## Lijst van inbegrepen nummers
- Cd

1. "So Young (K-Klass Remix)" 4:12
2. "Forgiven Not Forgotten" 4:15
3. "Haste To The Wedding (acoustic)" 3:00

## Muziekvideo
De videoclip voor So Young is opgenomen in Chicago, omdat The Corrs op dat moment (21 oktober 1998) door de Verenigde Staten toerden. Veel opnames vonden plaats in en om het Kluczynski Federal Building. The Corrs staan boven op het gebouw en gooien papieren vliegtuigjes in de wind.

## Statistieken
| Statistieken                    | Hoogste Positie |
| ------------------------------- | --------------- |
| Franse Single Statistieken      | 76              |
| Duitse Single Statistieken      | 80              |
| Ierse Single Statistieken       | 29              |
| Nederlandse Mega Single Top 100 | 63              |
| UK Single Statistieken          | 6               |